# Scytodes romitii
Scytodes romitii är en spindelart som beskrevs av Lodovico di Caporiacco 1947. Scytodes romitii ingår i släktet Scytodes och familjen spottspindlar. Inga underarter finns listade i Catalogue of Life.